# Chengdu
Chengdu är en subprovinsiell stad och huvudstad i Sichuan-provinsen i sydvästra Kina. Staden är belägen vid Minflodens biflöde Jinfloden.
Chengdu kallas även Brokadstaden eller Hibiskusstaden, och Hibiskusen är också stadens stadsblomma. Etymologin bakom namnet Chengdu är föremål för olika teorier.
Hela stadsområdet hade 14 miljoner invånare vid folkräkningen år 2014, vilket gör staden till Kinas fjärde största, efter Chongqing, Shanghai och Peking. Ungefär hälften av invånarna bor i själva staden. Stadskommunen (Chéngdū shì) täcker en yta på cirka 1 300 km².

## Historia och kultur
Stadens historia sträcker sig bakåt 2 300 år, och Chengdu har ett rikt kulturarv och många sevärdheter.
Chengdu räknas vanligen som sydvästra Kinas viktigaste stad. Den är ett regionalt centrum för industri, handel, utbildning och kultur.
Flera matcher i dam-VM i fotboll 2007 spelades i Chengdu. Den 12 maj 2008 drabbades Chengdu av jordbävningen i Sichuan 2008.

## Klimat
Uppmätta normala temperaturer och -nederbörd i Chengdu:
|                                            | Jan | Feb  | Mar  | Apr  | Maj  | Jun  | Jul  | Aug  | Sep  | Okt  | Nov  | Dec  |
| ------------------------------------------ | --- | ---- | ---- | ---- | ---- | ---- | ---- | ---- | ---- | ---- | ---- | ---- |
| Normaldygnets maximitemperaturs medelvärde | 9,3 | 11,2 | 15,9 | 21,7 | 26,0 | 28,0 | 29,5 | 29,7 | 25,2 | 20,6 | 15,8 | 10,7 |
| Normaldygnets minimitemperaturs medelvärde | 2,8 | 4,7  | 8,2  | 12,9 | 17,2 | 20,5 | 22,0 | 21,7 | 18,6 | 14,6 | 9,5  | 4,5  |
|                                            |     |      |      |      |      |      |      |      |      |      |      |      |
| Nederbörd                                  | 8   | 12   | 20   | 44   | 79   | 107  | 225  | 201  | 119  | 35   | 16   | 5    |

| Diagram | temperaturer i °C • månadsnederbörd i mm | temperaturer i °C • månadsnederbörd i mm | temperaturer i °C • månadsnederbörd i mm | temperaturer i °C • månadsnederbörd i mm | temperaturer i °C • månadsnederbörd i mm | temperaturer i °C • månadsnederbörd i mm | temperaturer i °C • månadsnederbörd i mm | temperaturer i °C • månadsnederbörd i mm | temperaturer i °C • månadsnederbörd i mm | temperaturer i °C • månadsnederbörd i mm | temperaturer i °C • månadsnederbörd i mm | temperaturer i °C • månadsnederbörd i mm |
|         | 8 9 3                                    | 12 11 5                                  | 20 16 8                                  | 44 22 13                                 | 79 26 17                                 | 107 28 21                                | 225 30 22                                | 201 30 22                                | 119 25 19                                | 35 21 15                                 | 16 10                                    | 5 11 5                                   |

## Parker

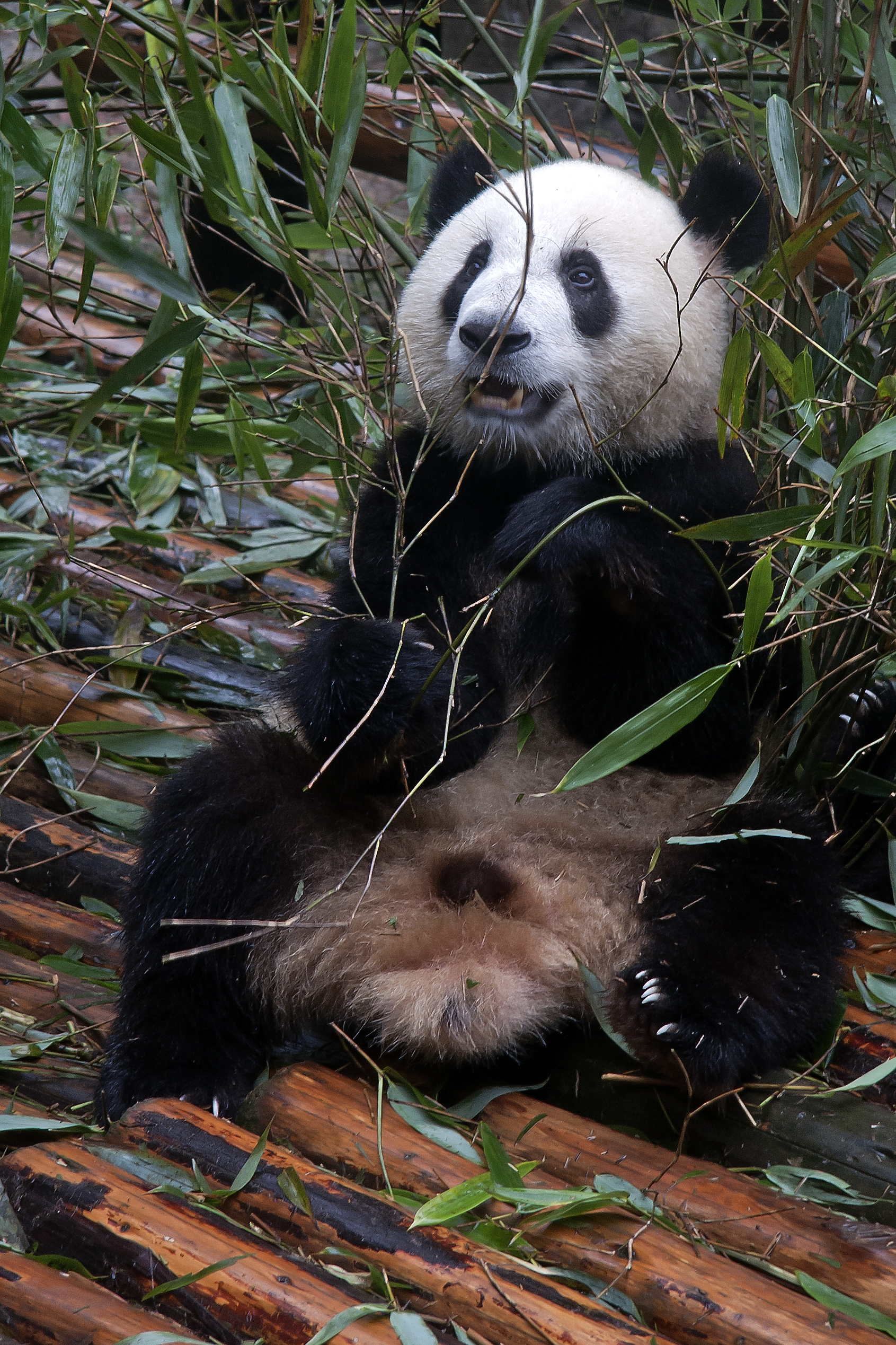
Ung jättepanda på pandaparken.

Pandaparken (成都大熊猫繁育研究基地) i norra Chengdu utgör både en djurpark och ett forsknings- och avelscenter med målsättning att bevara och utbilda allmänheten om jättepandorna. Genom att bedriva forskning på pandor i fångenskap hoppas man kunna öka förståelsen för pandor i allmänhet och därmed bidra till ett gynnande av den vilda populationen. Parken grundades 1987 med sex jättepandor, vilka genom avel hade resulterat i en besättning på 83 djur 2008. Utöver jättepandorna har man även bland annat kattbjörnar och trubbnäsapor.

## Administrativ indelning
Chengdu är indelat i nio stadsdistrikt, sex härad och fyra städer på häradsnivå:
| Karta | Karta     | Karta           | Karta             | Karta     | Karta                      | Karta |
| --- | --------- | --------------- | ----------------- | --------- | -------------------------- | ----- |
| 1 2 3 4 5 Longquanyi Qingbaijiang Xindu Wenjiang Jintang härad Shuangliu härad Pi härad Dayi härad Pujiang härad Xinjin härad Dujiangyan (stad) Pengzhou (stad) Qionglai (stad) Chongzhou (stad) Jianyang (stad) 1. Jinjiang 2. Qingyang 3. Jinniu 4. Wuhou 5. Chenghua |           |                 |                   |           |                            |       |
| Namn | Kinesiska | Pinyin          | Befolkning (2010) | Yta (km²) | Befolknings- täthet (/km²) |       |
| Stadskärna |           |                 |                   |           |                            |       |
| Qingyang-distriktet | 青羊区    | Qīngyáng qū     | 828 140           | 66        | 12 548                     |       |
| Jinjiang-distriktet | 锦江区    | Jǐnjiāng qū     | 690 422           | 61        | 11 318                     |       |
| Jinniu-distriktet | 金牛区    | Jīnniú qū       | 1 200 776         | 108       | 11 118                     |       |
| Wuhou-distriktet | 武侯区    | Wǔhóu qū        | 1 083 806         | 77        | 14 075                     |       |
| Chenghua-distriktet | 成华区    | Chénghuá qū     | 938 785           | 109       | 8 613                      |       |
| Förortsdistrikt |           |                 |                   |           |                            |       |
| Longquanyi-distriktet | 龙泉驿区  | Lóngquányì qū   | 767 203           | 558       | 1 375                      |       |
| Qingbaijiang-distriktet | 青白江区  | Qīngbáijiāng qū | 381 792           | 392       | 974                        |       |
| Xindu-distriktet | 新都区    | Xīndū qū        | 775 703           | 481       | 1 613                      |       |
| Wenjiang-distriktet | 温江区    | Wēnjiāng qū     | 457 070           | 277       | 1 650                      |       |
| Shuangliu härad | 双流县    | Shuāngliú xiàn  | 1 158 516         | 1 067     | 1 086                      |       |
| Pi härad | 郫县      | Pí xiàn         | 756 047           | 438       | 1 726                      |       |
| Satellitstäder |           |                 |                   |           |                            |       |
| Dujiangyan | 都江堰市  | Dūjiāngyàn shì  | 657 996           | 1 208     | 545                        |       |
| Pengzhou | 彭州市    | Péngzhōu shì    | 762 887           | 1 420     | 537                        |       |
| Qionglai | 邛崃市    | Qiónglái shì    | 612 753           | 1 384     | 443                        |       |
| Chongzhou | 崇州市    | Chóngzhōu shì   | 661 120           | 1 090     | 607                        |       |
| Jianyang | 简阳市    | JiǎnYáng Shì    | 1 045 900         | 2 214     | 472                        |       |
| Landsbygd |           |                 |                   |           |                            |       |
| Jintang härad | 金堂县    | Jīntáng xiàn    | 717 225           | 1 156     | 620                        |       |
| Dayi härad | 大邑县    | Dàyì xiàn       | 502 198           | 1 327     | 378                        |       |
| Pujiang härad | 蒲江县    | Pújiāng xiàn    | 239 562           | 583       | 411                        |       |
| Xinjin härad | 新津县    | Xīnjīn xiàn     | 302 199           | 330       | 916                        |       |